# Светозар Кољевић
Светозар Кољевић (Бањалука, 9. септембар 1930 — Нови Сад, 29. мај 2016) био је српски књижевник, историчар књижевности, критичар, преводилац, пензионисани професор, члан Српске академије наука и умјетности и Академије наука и умјетности Републике Српске.

## Биографија
Рођен је 1930. у Бањалуци. Рођени је брат покојног Николе Кољевића. Магистрирао је у Кембриџу 1957, а докторирао на Филозофском факултету у Загребу 1959. године.
Стручњак је у области историје енглеске књижевности. Од 1971. до 1992. је радио као редовни професор Филозофског факултета у Сарајеву, након чега напушта Сарајево. Након изласка из кућног притвора у Сарајеву у октобру 1992, убрзо постаје професор Филозофског факултета Универзитета у Новом Саду.
Члан Српске академије наука и умјетности ван радног састава је постао 12. децембра 1985, дописни члан 1. децембра 1992, а редовни члан 23. октобра 1997. године. Исте године је постао члан председништва САНУ, и потпредседник Огранка САНУ у Новом Саду. Редовни члан Академије наука и умјетности Републике Српске је постао 27. јуна 1997. године.

## Награде
Добитник је више награда:
- Орден заслуга за народ са сребрном звијездом, 1967.
- Шестоаприлска награда града Сарајева, 1969.
- Орден рада са златним вијенцем, 1985.
- Награда за животно дело Друштва књижевника Војводине, 2002.
- Награда „Књижевни вијенац Козаре”. за укупан допринос српској књижевности, Приједор, 2005.
- Вукова награда, „за изузетан допринос развоју културе у Републици Србији”, Београд, 2006.
- Награда „Лаза Костић”, за књигу Вјечна зубља: одјеци усмене књижевности у писаној, Нови Сад, 2006.
- Награда „Ђорђе Јовановић”, за књигу Вавилонски изазов, Београд, 2008.
- Награда издавачког предузећа „Свјетлост” у Сарајеву, 1979.
- БИГЗ‒ова награда за најбољи превод објављен у БИГЗ-у (1986‒1987), за књигу С. Рушди Деца поноћи (1986, 1987 ‒ превод у сарадњи са Зораном Мутићем).

## Одабрана дјела
- Тријумф интелигенције: огледи о новијем англосаксонском роману, Просвета, Београд (1963)
- Хумор и мит, Нолит, Београд (1968)
- Наш јуначки еп, Нолит, Београд (1974)
- Путеви речи, Свјетлост (Библиотека савременици), Сарајево (1978)
- , Оксфорд (1980) (прерађена верзија Нашег јуначког епа, 1974)
- Виђења и сновиђења, Веселин Маслеша (Савремена домаћа књижевност), Сарајево (1986)
- Хирови романа, Свјетлост (Библиотека савременици), Сарајево (1988)
- По белом свету: записи и сећања, МС (Библиотека Данас), Нови Сад (1997)
- Постање епа, САНУ, Огранак у Новом Саду, Нови Сад (1998)
- Његош у енглеској и америчкој култури, Октоих (Библиотека Његош), Подгорица (1999)
- Енглеско-српски речник, Просвета, Београд (2002)
- Енглески песници двадесетог века (1914-1918): Од Вилфреда Овена до Филипа Ларкина, Завод за уџбенике и наставна средства, Београд (2002)
- Енглески романсијери двадесетог века (1914-1960): Од Џејмса Џојса до Вилијама Голдинга, Завод за уџбенике и наставна средства, Београд (2003)
- Вјечна зубља: Одјеци усмене у писаној књижевности, Завод за уџбенике и наставна средства, Београд (2005)
- Вавилонски изазови: о сусретима различитих култура у књижевности, Матица српска, Нови Сад (2007)
- Одјеци речи, Службени гласник, Београд (2009)